# Campbell Point (hrabstwo Pictou)
Campbell Point – przylądek (point) w kanadyjskiej prowincji Nowa Szkocja, w hrabstwie Pictou (45°40′52″N, 62°41′34″W), wysunięty w zatokę Pictou Harbour, na jej północnym brzegu; nazwa urzędowo zatwierdzona 8 listopada 1948.